# Degucie (Ermland-Mazurië)
Degucie (Duits: Dagutschen; 1938-1945: Zapfengrund) is een plaats in het Poolse woiwodschap Ermland-Mazurië, in het district Gołdapski. De plaats maakt deel uit van de gemeente Dubeninki en telt 70 inwoners.